# Nur Jahan
Mihr al-Nisa coneguda com a Nur Jahan (persa/urdú: نور جہاں) (Kandahar, 1577 - Lahore, 1645) fou esposa de l'emperador mogol Jahangir. Era filla de Ghiyath Beg Itimad al-Dawla, un emigrant persa a l'Índia.
Es va casar a Ali Kuli Beg, un persa al servei d'Akbar el Gran, conegut com a Shir Afghan. El marit fou assassinat el 1607 i el 1611 (quan tenia 34 anys) es va casar amb Jahangir. Inicialment se li va donar el nom de Nur Mahal, però després es va canviar per Nur Jahan. Era una dona de gran bellesa i bona coneixedora de la literatura persa en un temps que les dones rarament tenien coneixements. Va preparar l'accés al tron del príncep Shahiyan, però com que va morir Mahabat Khan i Asaf Khan (germà de Nur Jahan) va donar suport al seu gendre el príncep Khurram, va perdre influència i a la mort de Jahangir el 1627 fou apartada del poder per Asaf Khan i Khurram va pujar al tron com a Xa Jahan. Va viure encara 18 anys més.